# VIO
vIO（ヴィオ、 2月16日 - ）は大阪府在住の女性シンガーソングライター、作曲家。
インディーズで活動しており、音源はイグニッションレーベルからリリース、所属事務所はグランミストである。
vIO名義で発表された全作品は本人の作詞作曲によるものである。プロデューサーの咲井一希（春名俊希・蒼遥和）が全ての曲でアレンジも担当している。また、ライブ時にはキーボードによる弾き語りを行うほか、作曲にはピアノを用いる。2017年12月に病気治療専念のため、活動休止。

## リリース作品一覧

### シングル
- Hello mine -君のいた明日-（2008年6月25日発売、DICR-205）
- a･u･to･ro（2009年6月10日発売、DICR-206）
- Raspberry Eyes（2011年2月16日発売、DICR-207）
- 風色コンパス（2012年2月22日発売、DICR-209）
- blue fields（2013年3月20日発売、DICR-210）

### アルバム
- Over all（2006年8月23日発売、DICR-202）
- Flower call（2006年8月23日発売、DICR-203）
  - 以上2タイトルは現在SOLD OUTとなっている。
- Call me "Flower"（2008年1月23日発売、DICR-204）
  - Music clip DVD特典付
- アシアトカーニバル（2011年8月10日発売、DICR-208）
  - Music clip DVD特典付
- コトノハダイビング（2016年9月21日発売、DICR-211）
  - Music clip DVD特典付
- seven drops（2016年9月21日発売、DICR-212）
  - フォトブック特典付

## 出演

### ラジオ
- 鎌倉エフエム放送「まぜこぜアートラボ」番組枠において「本日も晴天ナリ♪」コーナーのパーソナリティ（2008年4月26日-同番組の毎月第4土曜日放送枠内）

## 楽曲提供

### 作曲
- スパークリング☆ポイント「Please again」 - 2005年。2ndシングル「So stay together」c/w、および、1stアルバム『Sparkling☆Point 1』に収録。沢井美緒名義での作曲。